# Labyrinthe de la cathédrale de Reims
Le labyrinthe de la cathédrale de Reims était un labyrinthe d'église installé sur le sol de la nef de la cathédrale Notre-Dame de Reims. Il figure notamment sur le logotype des monuments historiques français.

## Structure

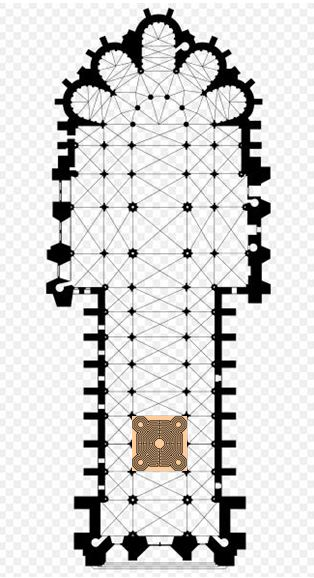
Emplacement du labyrinthe dans la nef.

Le labyrinthe avait la forme d'un carré complexe à coins coupés de 34 pieds (10,36 m) de côté. Les chemins mesuraient 11 pouces (27,94 cm) de large, séparés par des lignes de pierre de couleur bleu noir des Ardennes de 4,5 pouces (11,43 cm). Il était constitué de pierre tendre qui s'usait sous les pas des pèlerins, du même genre que celle de la pierre tombale de Hugues Libergier, aujourd'hui exposée sur un mur de la cathédrale.
L'originalité du labyrinthe est de présenter les maîtres d'œuvre de la cathédrale en les faisant sortir de l'anonymat qui règne souvent sur les autres églises ou cathédrales.
Ils sont connus avec précision, car des relevés du labyrinthe ont été dressés en 1640 par le chanoine Cocquault et en 1779 juste avant sa destruction. Ces descriptions contenaient aussi le déchiffrement des inscriptions au regard de chaque silhouette.
Le personnage central est identifié à Aubry de Humbert, archevêque rémois qui décida en 1211 de reconstruire une nouvelle cathédrale à la place de l'ancienne détruite par un incendie en 1210.
Les personnages dans les angles sont les maîtres d'œuvre successifs de la cathédrale,, :
- (en haut à droite) : Jean d'Orbais (1211-1231) fit les plans de la cathédrale et commença le chevet ;
- (en haut à gauche) : Jean-le-Loup (1231-1247) commença les portails nord ;
- (en bas à gauche) : Gaucher de Reims (1247-1255) débuta les voussures et les portails de la façade ouest ;
- (en bas à droite) : Bernard de Soissons (1255-1290) fit cinq voûtes de la nef et ouvrit la rosace ouest.

C'est ce dernier qui était chargé de l'inauguration du labyrinthe. On ne trouve pas trace du cinquième maître d'œuvre, sans doute le plus connu, Robert de Coucy qui officia de 1290 à 1311 et fit notamment la couverture.
Les personnages sont représentés en pleine activité avec leurs outils à la main. Jean d'Orbais semble par exemple tracer un plan sur le sol.
Le labyrinthe comportait deux autres silhouettes de chaque côté de son entrée, mais elles n'ont pas pu être identifiées car elles étaient déjà presque effacées.

## Histoire
Les labyrinthes d'église sont des pavages polychromes symbolisant la montée du Christ au Calvaire. Ils étaient appelés Chemin de Jérusalem. Les fidèles les suivaient à genoux comme pèlerinage symbolique ou pour gagner des indulgences,. Un livret contenant des prières à réciter en le parcourant portait le titre Stations au chemin de Jérusalem, qui se voit en l'église Notre-Dame de Reims.
Le labyrinthe a été inauguré lors du sacre de Philippe le Bel intervenu le 6 janvier 1286. Il recouvrait la partie centrale de la nef sur l'ensemble des 3e et 4e travées,.
Le labyrinthe a été détruit en 1779 par les chanoines, qui se trouvaient dérangés par les enfants qui jouaient sur le labyrinthe en suivant les lignes pendant les offices,.
Jacques Cellier en a fait un dessin au XVIe siècle.

## Dans la culture

### Projet Prisme

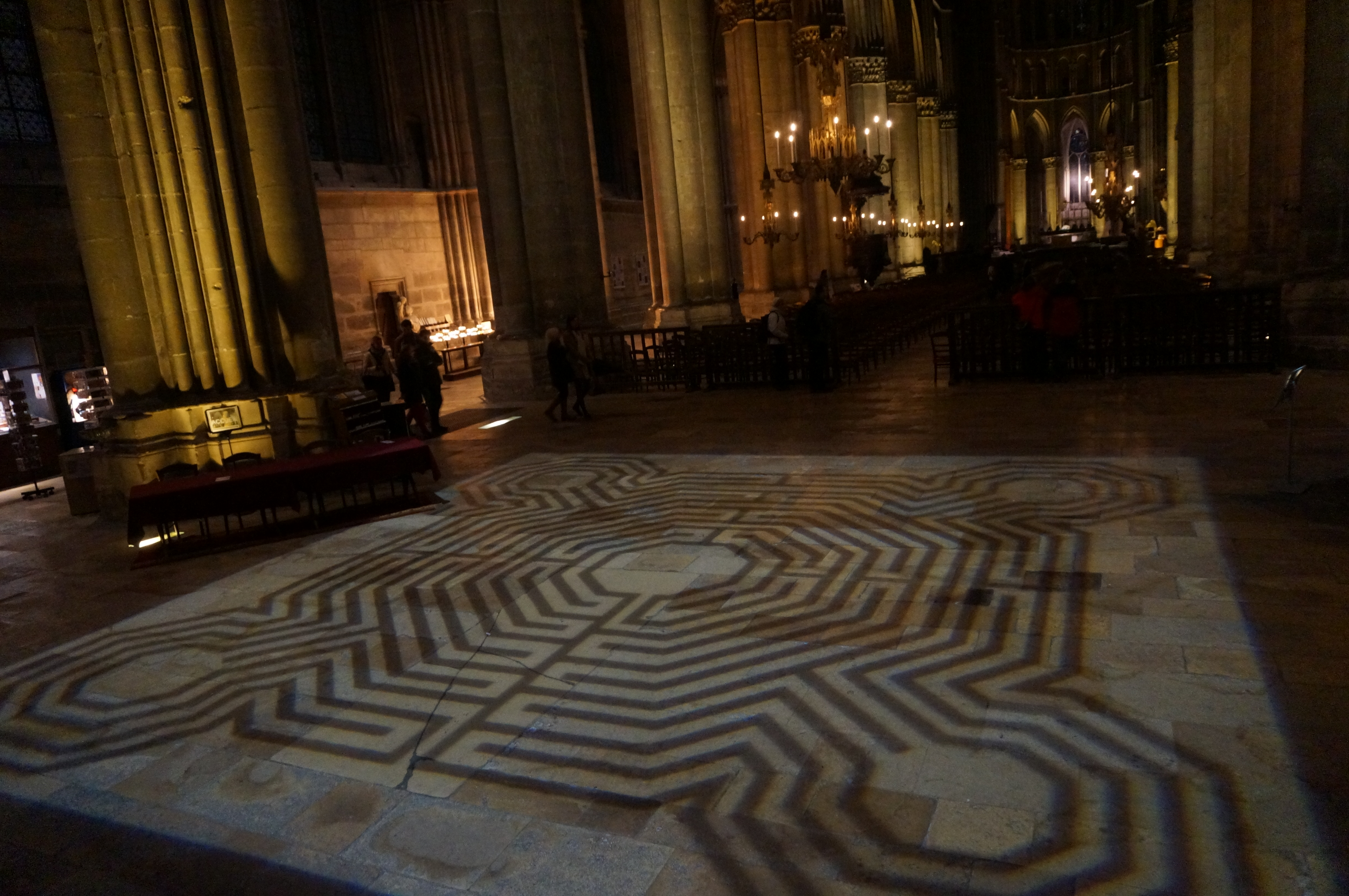
L'image du labyrinthe projeté sur le sol de la nef.

L'association d'entreprises mécènes Prisme a proposé la reconstruction du labyrinthe. Mais cela se heurtait à des difficultés techniques et administratives.
Le choix a donc été fait d'une reconstitution réversible, à l'aide d'une projection lumineuse au sol inaugurée le 19 septembre 2009. Elle n'est pas mise en œuvre en permanence, mais en soirée lors de manifestations culturelles.

### Iconographie

Logo des monuments historiques.

Débarrassé de ses personnages, avec une rotation de 45° et souvent de couleur rouge foncé, le labyrinthe de la cathédrale de Reims a inspiré le logo des Monuments historiques, utilisé depuis 1985.
Il illustre par ailleurs l'intérieur de la pochette de l'album des Rolling Stones Their Satanic Majesties Request, paru en 1967.
On le retrouve aussi sur la pochette de l'album Everything Is Alive du groupe britannique Slowdive paru en 2023.